# ماتاماتا
لاک‌پشت ماتا ماتا (به انگلیسی:Mata mata) لاک‌پشتی است که معمولاً در اطراف محل‌هایی که آب شیرین دارند زندگی می‌کند و در آمریکای جنوبی، در آمازون پیدا شده‌است.
ظاهر پوست ماتا ماتا شبیه پوست درخت است و سر او مانند یک برگ افتاده‌است.